# ISTAF Berlin 2020
Das ISTAF Berlin 2020 war eine Leichtathletik-Veranstaltung, die am 13. September 2020 im Olympiastadion in der deutschen Hauptstadt Berlin stattfand. Die Veranstaltung war Teil der World Athletics Continental Tour und zählte zu den Silber-Meetings, der zweithöchsten Kategorie dieser Leichtathletik-Serie.

## Resultate

### Männer

#### 100 m
| Platz | Athlet                 | Land | Zeit (s) |
| ----- | ---------------------- | ---- | -------- |
| 1     | Arthur Cissé           | CIV  | 10,10 SB |
| 2     | Deniz Almas            | GER  | 10,25    |
| 3     | Marcell Jacobs         | ITA  | 10,26    |
| 4     | Przemysław Słowikowski | POL  | 10,39    |
| 5     | Joshua Hartmann        | GER  | 10,44    |
| 6     | Ojie Edoburun          | GBR  | 10,60    |
| 7     | Philipp Trutenat       | GER  | 10,65    |
| 8     | James Adebola          | GER  | 10,70    |
| 9     | Demek Kemp             | USA  | 10,77    |

Wind: +0,4 m/s

#### 400 m Hürden
| Platz | Athlet           | Land | Zeit (s) |
| ----- | ---------------- | ---- | -------- |
| 1     | Karsten Warholm  | NOR  | 47,08 MR |
| 2     | Rasmus Mägi      | EST  | 49,22 SB |
| 3     | David Kendziera  | USA  | 50,28    |
| 4     | Thomas Barr      | IRL  | 50,41    |
| 5     | Vít Müller       | CZE  | 50,47    |
| 6     | Chris McAlister  | USA  | 51,03    |
| 7     | Ramsey Angela    | NED  | 51,25    |
| 8     | Constantin Preis | GER  | DNF      |

#### Stabhochsprung
| Platz | Athletin             | Land | Höhe (m) |
| ----- | -------------------- | ---- | -------- |
| 1     | Armand Duplantis     | SWE  | 5,91     |
| 2     | Piotr Lisek          | POL  | 5,82     |
| 3     | Thiago Braz          | BRA  | 5,82 SB  |
| 4     | Ben Broeders         | BEL  | 5,72     |
| 5     | Bo Kanda Lita Baehre | GER  | 5,57     |
| 6     | Sam Kendricks        | USA  | 5,57     |
| 7     | Oleg Zernikel        | GER  | 5,57     |
| 8     | Harry Coppell        | GBR  | 5,42     |
| 8     | Paweł Wojciechowski  | POL  | 5,42     |
| 9     | Raphael Holzdeppe    | GER  | 5,42     |

#### Dreisprung
| Platz | Athletin            | Land | Weite (m) |
| ----- | ------------------- | ---- | --------- |
| 1     | Christian Taylor    | USA  | 17,57 WL  |
| 2     | Max Heß             | GER  | 17,17 SB  |
| 3     | Jesper Hellström    | SWE  | 16,65 SB  |
| 4     | Alexis Copello      | AZE  | 16,54     |
| 5     | Tobia Bocchi        | ITA  | 16,54     |
| 6     | Karol Hoffmann      | POL  | 16,31 SB  |
| 7     | Philipp Kronsteiner | AUT  | 15,82     |
| 8     | Felix Wenzel        | GER  | 15,78     |

#### Diskuswurf
| Platz | Athlet                   | Land | Weite (m) |
| ----- | ------------------------ | ---- | --------- |
| 1     | Andrius Gudžius          | LTU  | 66,72     |
| 2     | Daniel Ståhl             | SWE  | 65,89     |
| 3     | Kristjan Čeh             | SVN  | 65,88     |
| 4     | Simon Pettersson         | SWE  | 65,78     |
| 5     | Robert Urbanek           | POL  | 65,04     |
| 6     | Mauricio Ortega          | COL  | 63,96     |
| 7     | Alin Alexandru Firfirică | ROM  | 62,71     |
| 8     | Marek Bárta              | CZE  | 60,39     |
| 9     | Philip Milanov           | BEL  | 59,16     |

#### Speerwurf
| Platz | Athlet                | Land | Weite (m) |
| ----- | --------------------- | ---- | --------- |
| 1     | Johannes Vetter       | GER  | 87,26     |
| 2     | Andrian Mardare       | MDA  | 82,61     |
| 3     | Marcin Krukowski      | POL  | 82,31     |
| 4     | Gatis Čakšs           | LAT  | 81,70     |
| 5     | Lassi Etelätalo       | FIN  | 79,72     |
| 6     | Hubert Chmielak       | POL  | 76,80     |
| 7     | Edis Matusevičius     | LTU  | 76,23     |
| 8     | Lars Timmerman-Jetten | NED  | 70,50     |

### Frauen

#### 100 m
| Platz | Athlet                | Land | Zeit (s) |
| ----- | --------------------- | ---- | -------- |
| 1     | Dafne Schippers       | NED  | 11,26 SB |
| 2     | Marie-Josée Ta Lou    | CIV  | 11,38    |
| 3     | Kristal Awuah         | GBR  | 11,44 SB |
| 4     | Lilly Kaden           | GER  | 11,45    |
| 5     | Lisa Nippgen          | GER  | 11,46    |
| 6     | Rebekka Haase         | GER  | 11,54    |
| 7     | Marije van Hunenstijn | NED  | 11,56    |
| 8     | Rani Rosius           | BEL  | 11,63    |
| 9     | Lisa-Marie Kwayie     | GER  | 11,63    |

#### 1500 m
| Platz | Athlet                  | Land | Zeit (min)    |
| ----- | ----------------------- | ---- | ------------- |
| 1     | Laura Muir              | GBR  | 3:57,40 WL MR |
| 2     | Laura Weightman         | GBR  | 4:00,09 PB    |
| 3     | Jessica Hull            | AUS  | 4:00,42 AR    |
| 4     | Melissa Courtney-Bryant | GBR  | 4:02,34       |
| 5     | Shannon Rowbury         | USA  | 4:02,56 SB    |
| 6     | Claudia Bobocea         | ROM  | 4:05,71       |
| 7     | Hanna Klein             | GER  | 4:05,74       |
| 8     | Sofia Ennaoui           | POL  | 4:06,05       |
| 9     | Elise Vanderelst        | BEL  | 4:06,24       |
| 10    | Christina Hering        | GER  | 4:08,30 PB    |
| 11    | Simona Vrzalová         | CZE  | 4:08,39       |
| 12    | Maureen Koster          | NED  | 4:09,82 SB    |
| 13    | Ciara Mageean           | IRL  | 4:12,82       |
|       | Hanna Hermansson        | SWE  | DNF           |
|       | Caterina Granz          | GER  | DNF           |
|       | Aneta Lemiesz           | POL  | DNF           |

#### 3000 m Hindernis
| Platz | Athlet                | Land | Zeit (min) |
| ----- | --------------------- | ---- | ---------- |
| 1     | Hyvin Kiyeng          | KEN  | 9:06,14 WL |
| 2     | Beatrice Chepkoech    | KEN  | 9:10,07 SB |
| 3     | Maruša Mišmaš         | SVN  | 9:20,68 NR |
| 4     | Aimee Pratt           | GBR  | 9:32,50    |
| 5     | Rosie Clarke          | GBR  | 9:32,95 SB |
| 6     | Irene van der Reijken | NED  | 9:34,80 NR |
| 7     | Elena Burkard         | GER  | 9:35,67 SB |
| 8     | Genevieve Gregson     | AUS  | 9:44,01 SB |
| 9     | Mercy Chepkurui       | KEN  | 9:45,70 SB |
| 10    | Natalija Strebkowa    | UKR  | 9:52,72 SB |
| 11    | Michelle Finn         | IRL  | 9:53,50    |
| 12    | Lili Anna Tóth        | HUN  | 9:53,68 SB |
| 13    | Elizabeth Bird        | GBR  | 9:55,21 SB |
| 14    | Lea Meyer             | GER  | 9:55,46 SB |
| 15    | Martina Merlo         | ITA  | 9:57,24    |
|       | Fancy Cherono         | KEN  | DNF        |
|       | Josina Papenfuß       | GER  | DNF        |

#### Weitsprung
| Platz | Athletin                | Land | Weite (m) |
| ----- | ----------------------- | ---- | --------- |
| 1     | Maryna Bech-Romantschuk | UKR  | 6,87 SB   |
| 2     | Malaika Mihambo         | GER  | 6,77      |
| 3     | Jazmin Sawyers          | GBR  | 6,67      |
| 4     | Alina Rotaru            | ROM  | 6,59      |
| 5     | Abigail Irozuru         | GBR  | 6,54      |
| 6     | Merle Homeier           | GER  | 6,52      |
| 7     | Maryse Luzolo           | GER  | 6,50      |
| 8     | Taliyah Brooks          | USA  | 6,47      |
|       | Lea-Jasmin Riecke       | GER  | NM        |